# Phaidra Knight
Pour les articles homonymes, voir Knight.

b Matchs officiels uniquement.
Phaidra Knight, née le 4 juillet 1974 à Irwinton, est une joueuse américaine, internationale avec les sélections américaines de rugby à XV et de rugby à sept.
Elle est introduite au World Rugby Hall of Fame en 2017.

## Biographie
Elle participe à trois éditions de la Coupe du monde de rugby à XV, en 2002, 2006 et 2010.

## Récompenses individuelles
En 2010, elle st désignée USA Rugby’s Player of the Decade par Rugby Magazine.
En  2017, elle fait son entrée au World Rugby Hall of Fame, en compagnie de l'Argentin  Felipe Contepomi, le Canadien Al Charron, de l'Anglais Rob Andrew et du Français Fabien Pelous .